# Gottfried Bernhardy

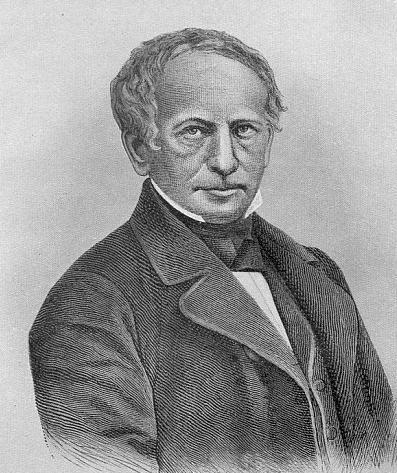
Gottfried Bernhardy

Gottfried Bernhardy (* 20. März 1800 in Landsberg an der Warthe; † 14. Mai 1875 in Halle (Saale)) war ein deutscher Philologe.

## Leben
Bernhardy war der Sohn eines jüdischen Kaufmanns. Mit elf Jahren kam Bernhardy 1811 an das Joachimsthalsche Gymnasium in Berlin. Nach erfolgreichem Abschluss immatrikulierte sich Bernhardy 1817 an der Universität Berlin und wurde dort u. a. Schüler der Philologen August Böckh, Philipp Karl Buttmann und Friedrich August Wolf.
1820 wurde Bernhardy auf Drängen seiner Dozenten Mitglied des Seminars für gelehrte Schulen und als solcher als Hilfslehrer in Berlin und Umgebung eingesetzt; u. a. am Friedrichswerderschen Gymnasium. am 30. Oktober 1822 konnte Bernhardy erfolgreich seine Thesen verteidigen und wurde promoviert und bereits mit Wirkung vom 28. März 1823 wurde er – nach ebenfalls erfolgreicher Habilitation – zum außerordentlichen Professor ernannt. Als solcher bekam er eine Anstellung als Privatdozent an der Universität Berlin.
1829 erfolgte die Ernennung zum ordentlichen Professor und man berief Bernhardy zum Nachfolger von Karl Christian Reisig an die Universität Halle. Bernhardy führte als Direktor des dortigen philologischen Seminars Reisigs Arbeiten zur Semasiologie fort und leitete ab 1844 als Bibliothekar die Universitätsbibliothek. Er wohnte in Halle in der Großen Märkerstraße 6.
Bernhardy war seit 1846 korrespondierendes Mitglied der Preußischen Akademie der Wissenschaften und seit 1854 der Göttinger Akademie der Wissenschaften sowie seit 1853 auswärtiges Mitglied der Bayerischen Akademie der Wissenschaften. 1866 wurde er als auswärtiges korrespondierendes Mitglied in die Russische Akademie der Wissenschaften aufgenommen. 1862 wurde er zum Geheimen Regierungsrat ernannt und starb als solcher im Alter von 75 Jahren am 14. Mai 1875 in Halle.

## Werke (Auswahl)
- Wissenschaftliche Syntax der griechischen Sprache. Berlin 1829 (in der er die Gesetze der griechischen Syntax in ihrer geschichtlichen Entwickelung und nach den einzelnen Literaturgattungen zusammenzufassen sucht)
- Godofredi Bernhardy Paralipomena Syntaxis Graecae (Halle 1854 und 1862)
- Grundriß der römischen Litteratur. (Halle 1830; Fünfte Bearbeitung, Braunschweig 1872)
- Grundriss der griechischen Litteratur: mit einem vergleichenden Ueberblick der Römischen
  - 1. Teil: Innere Geschichte der griechischen Literatur, Halle 1836; 4. Bearbeitung 1875
  - 2. Teil: Geschichte der griechischen Poesie, Halle 1876–80

und die kritisch wie literarhistorisch vorzügliche Ausgabe von
- Suidae lexicon. Halle 1834–53 (4 Bde.)
- Eratosthenica. Berlin 1822 (Geographi graeci minores Band 1) (Digitalisat)
- Grundlinien zur Encyklopädie der Philologie. Halle 1832 (Digitalisat)
- Kleinen Schriften von Friedrich August Wolf. Halle 1869 (2 Bände als Hrsg.).